# 葉迪奇
葉迪奇空軍中校，BBS，MBE，AE，JP（1947年6月15日—），香港銀行家，皇家香港輔助空軍退役中校。他從1965年至2012年間在匯豐工作47年，曾擔任總經理及滙豐中國行政總裁。在匯豐期間，他於2005年被借調至交通銀行出任總行副行長，並在任內退休，成為首位在中国内地主要銀行擔任管理層的香港人。
葉迪奇從1967年至1993年間以業餘性質服役於皇家香港輔助空軍，前後26年。他於1991年至1993年間出任皇家香港輔助空軍末任司令官，亦成為輔助空軍史上唯一的華人司令官。同時，他也積極參與青少年活動組織的訓練工作。在銀行界及軍事界上均有不俗成就的他在1984年獲選香港十大傑出青年。

## 早年生活
葉迪奇於1947年6月15日在中華民國上海市出生，及後因第二次國共內戰的戰火迫近上海而舉家搬遷到香港，直到1976年文化大革命完結後才首次重踏中国内地。他早年在香港受教於九龍的德信學校，且開始參與童軍活動，1965年從聖芳濟書院預科畢業後，他加入香港上海滙豐銀行。沒有在預科畢業後就讀大學的他積極學習，在1967年為學習駕駛飛機而加入皇家香港輔助空軍，及後亦在香港大學完成工商管理碩士學位。

## 銀行業生涯

### 滙豐

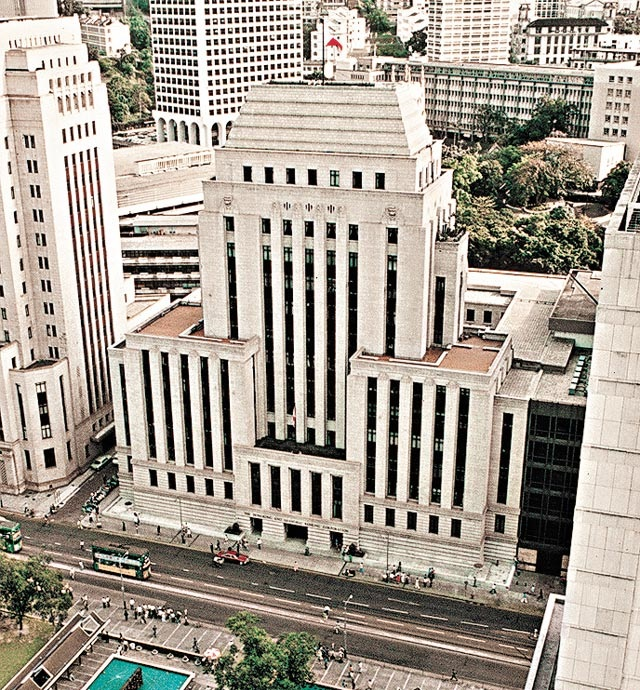
位於香港中環的第三代滙豐總行大廈（1933年－1981年）

葉迪奇在1965年時以18歲之齡加入香港上海滙豐銀行成為初級職員，及後獲公司挑選到當時香港的宗主國英国接受見習管理人員課程訓練，出任國際經理職位。葉擔任國際經理時的工作遍及多個國家，每隔三至四年就會被派至新的崗位，私人银行服务、商业银行及投资银行等多個業務類型均有所涉獵，更曾在香港創立貸款計劃資助中小型製造商。自1980年代起，匯豐加強訓練华人成為管理層，因此他除了曾被調任至英国首都伦敦外，亦在1985年被派往美国的纽约及旧金山駐守約三年半以汲取海外管理實務經驗。
雖然他一直有辭職成為全職機師的念頭，但數次遞交辭職信時都因他表現出色而被公司加薪挽留，最後一直留在匯豐直至退休。表現突出的他更與同期加入匯豐的柯清輝、王浵世及劉智傑被銀行界人士比喻為「匯豐四大天王」。作為滙豐的要員，葉在2002年6月起代表滙豐擔任上海商業儲蓄銀行、中国平安及平安银行的董事，以協同幾所公司的營運，直至為符合中国银行业监督管理委员会的規定才在2005年退任。
在2003年1月，葉被滙豐銀行委任為滙豐中國行長兼行政總裁，並重返出生地上海駐守。由於他自小離開中國到香港生活，主要以粤语和英语溝通，故在擔任該職位後特意聘請普通话老師教學，而他不久後亦能以流利普通话示人。他一直在上海工作，拓展因中国加入世界贸易组织而產生的新市場业务，並為滙豐物色適合入股的中资金融机构，並在2014年8月完成滙豐入股交通銀行的計劃，以145亿元人民币打破當時史上最高中国内地銀行投资額。表現優異的他在2005年4月升任為總經理，並於2005年5月代表滙豐借調至交通銀行出任總行副行長，成为首位在内地主要银行擔任管理层的香港人。

### 交通銀行

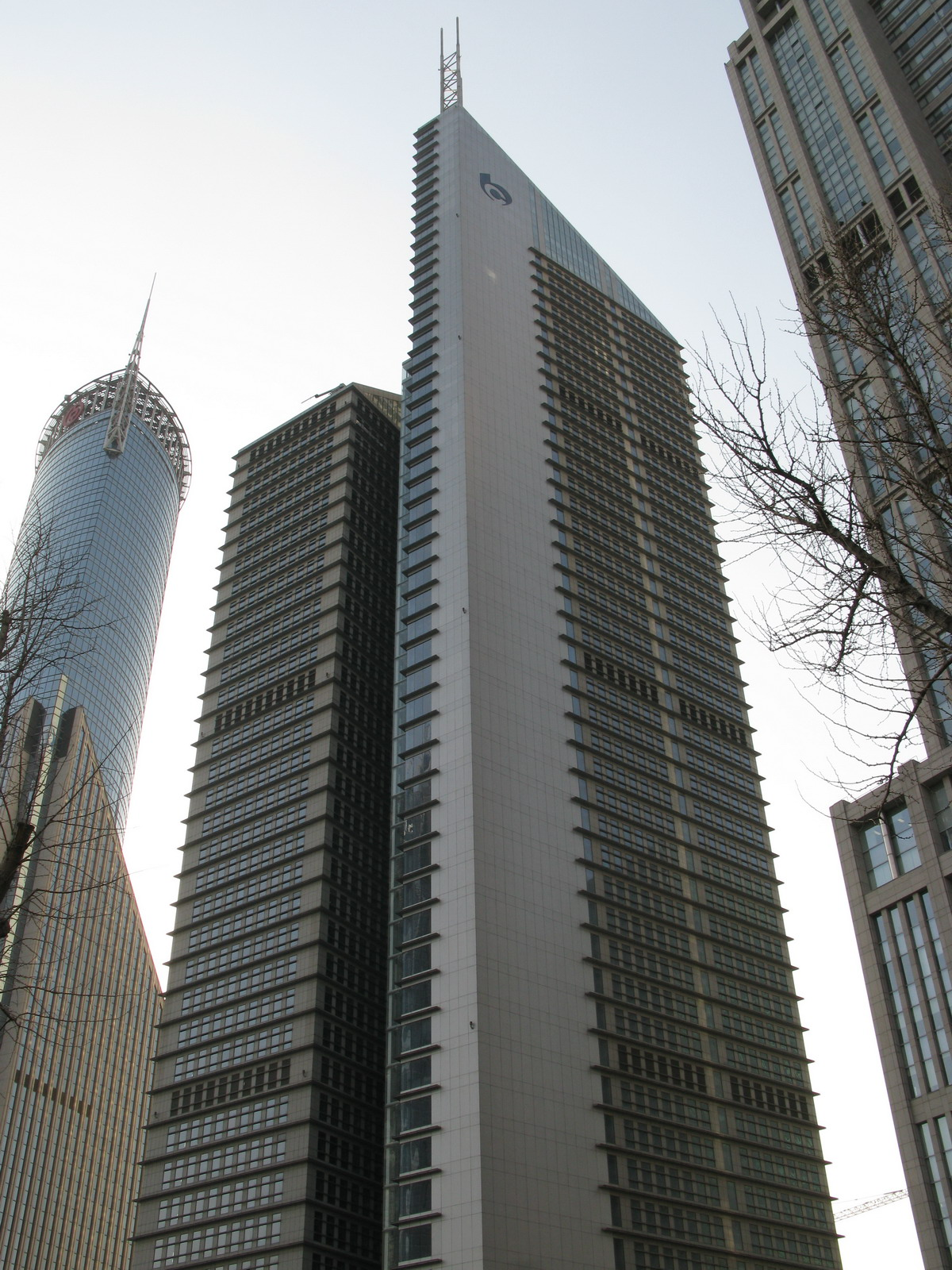
交通銀行總部位於上海浦东的交银金融大厦

由於交通銀行為中央企业，最大股東為中华人民共和国财政部，所以擔任總行副行長的葉亦成為中華人民共和國的副部級干部。在上任時，葉被中華人民共和國政府指令簽署保密协议，聲明在交通银行的工作及资料均不得轉告包括滙丰在內的外界。故此，他成為當時由滙丰支付薪酬但无法向滙丰交代工作内容的唯一特例，年終獎金發放全靠互信。
葉在上海工作的目的不但為滙豐在交通銀行上取得更大利潤，同時亦包括協助交通銀行走向世界，甚至為整個中华人民共和国银行业及經濟發展帶來更多元化的觀點。他在上任後，交通銀行隨即在2005年6月23日於香港交易所掛牌上市，而且更在2007年9月10日成為恒生指數的蓝筹股，成為在香港股市上舉足輕重的銀行股。另外，原為上海人的他更被邀請擔任第十一届上海市政協的特邀委員，為上海經濟及社會建設發表意見，任期由2008年1月至2013年1月。
在交通銀行任職七年內，葉為銀行開拓不少新业务，包括增设信用卡业务、零售和按揭业务、客户分层策略及网上银行等，亦革新銀行的人事管理及訓練方針及系統，離職時匯豐可透過交通銀行取得近400億港元年度利潤。2012年7月，年屆65歲的他決定退休，辭任交通銀行總行副行長，亦結束45年與滙丰的賓主關係。

### 国际金融协会
在匯豐退休後，葉仍然在銀行界服務。他在退休後即時獲時任匯豐主席范智廉推薦為国际金融协会的亚太区首席代表，進駐位於北京的亞洲代表處，維持香港銀行業的影響力及協助中国银行业與国际上其他經濟體整合。在國際金融協會任職期間，葉積極發展協會會務，吸引了近20家大型中資金融機構加入。他亦多次接受財經訪問，例如在2012年中鼓勵中國開放人民幣市場以挑戰國際貿易的結算地位。另外，他亦在2014年認為國企銀行須借引入混合所有制的機會破舊立新，才可面對盈利增長放緩的危機，以及表示雨傘革命僅為香港經濟帶來短期影響。
另一方面，葉在2013年4月8日起亦短暫擔任過星展銀行（香港）的董事，以及曾加入新鴻基地產及回歸中國平安出任獨立非執行董事。及後在2017年2月15日起成為順豐控股的独立董事。

## 軍事生涯
1967年1月，19歲的葉迪奇因匯豐銀行鼓勵及為免費學習駕駛飛機而加入皇家香港輔助空軍，同年9月成為飛行中隊見習飛機師，起初接受定翼機訓練，後來改為學習駕駛直升機。數年後他成為高級志願直升機師，是為數不多的輔助空軍華人機師，累積逾20年飛行經驗，期間又於1976年出任直升機中隊指揮官，以及於1983年升任空軍中隊長（飛行）。他在軍隊中的定位為駐港英軍的後備單位，故此輔助空軍的工作純屬義務性質。他在平日日間於匯豐工作後，每週在平日晚間或週末抽三節時間參與空軍工作，包括救災、接載官員及堵截走私和非法移民等。
1970年代起，香港面對越南船民問題，葉經常通宵摸黑巡視海岸線。由於當年未有全球定位系统支援，他一早已牢記香港的地形、空域及邊界。除了週末需要運載醫護人員出入位於離島的难民营外，如遇上暴動等情況，葉駕駛的直昇機需穿過騷亂現場帶走重傷傷者運送至市區的醫院。最壞的情況更要支援常規軍人登陸奪回难民营島嶼的控制權。1973年，他在一次飛行任務中在大鵬灣水域救起一名遭鯊魚襲擊的大陸非法入境者，但因惡劣天氣被迫急降大陸境內，他與機組人員被扣留12小時及被大陸當局三度盤問後，始獲准返回香港，而被救起的非法入境者則交由大陸當局處理。

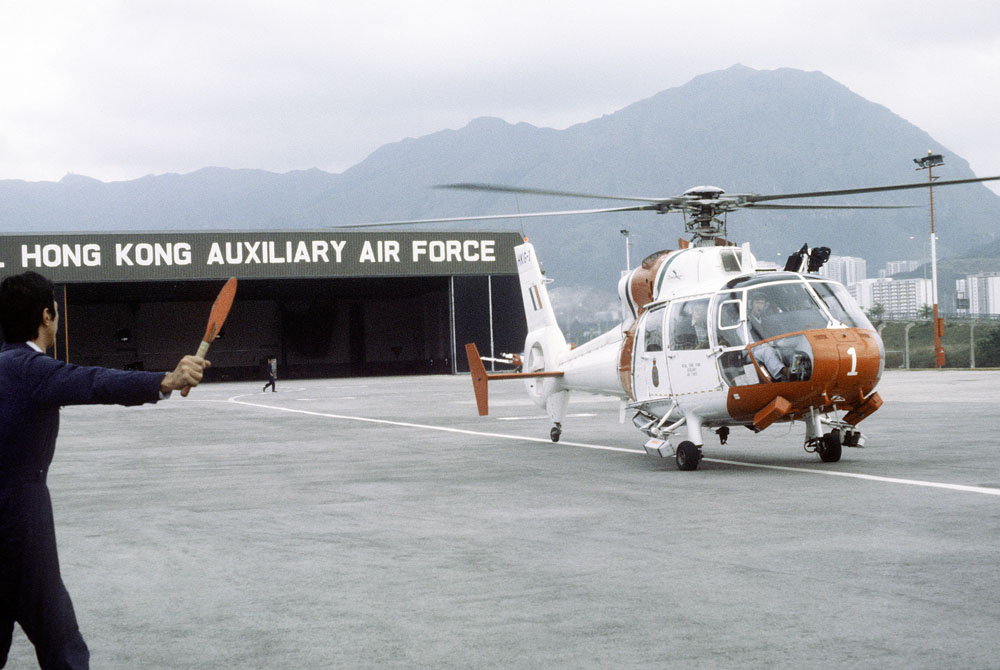
皇家香港輔助空軍在80年代參與搜救演習

1984年，中华人民共和国和英国兩國政府簽署中英聯合聲明，駐港英軍負責的內防工作逐步轉交予皇家香港警察及輔助空軍。因此，輔助空軍的工作量大增，並開始在軍中引入以全職公務員條款聘任的機師及工程人員。葉迪奇雖然在1985年被匯豐外派往美國，三年半後才返港重投空軍工作，但他仍然備受重用。1991年1月，葉迪奇獲委任接替布樂思空軍中校出任皇家香港輔助空軍司令官，成為輔助空軍歷來首位華人司令官，同時軍階由空軍少校調升為空軍中校，而他在擔任司令官後仍然會親自上前線參與任務。
因應香港的主權將在1997年移交，皇家香港輔助空軍改組為政府飛行服務隊，葉在1993年3月31日的解散會操上與香港總督彭定康一同檢閱部隊後卸任司令官並解散輔助空軍，並將軍旗送至聖約翰座堂。然而，他在輔助空軍解散後仍然留在政府飛行服務隊，並擔任作為輔助隊員組首長的高級輔助隊員一職。葉在擔任高級輔助隊員時依然親自出動，期間更曾參與1996年八仙嶺山火的救災工作，直到1997年時才停止出勤，並在2002年才卸任職務予趙寶樹接任。
長期擔任皇家香港輔助空軍軍官的葉迪奇，早於1975年獲頒贈空軍效率獎章，及後更在1982年獲授勳扣嘉許。1983年6月，時任空軍上尉的他又於英女皇壽辰授勳名單中獲英廷頒發女皇空軍優良服務獎狀，以肯定他過去超過150次緊急接載任務的優良表現。出任皇家香港輔助空軍司令官後，他在1991年6月的英女皇壽辰授勳名單中再獲英廷頒授英帝國員佐勳章（軍事），同年10月3日獲港府奉委非官守太平紳士。

## 個人生活

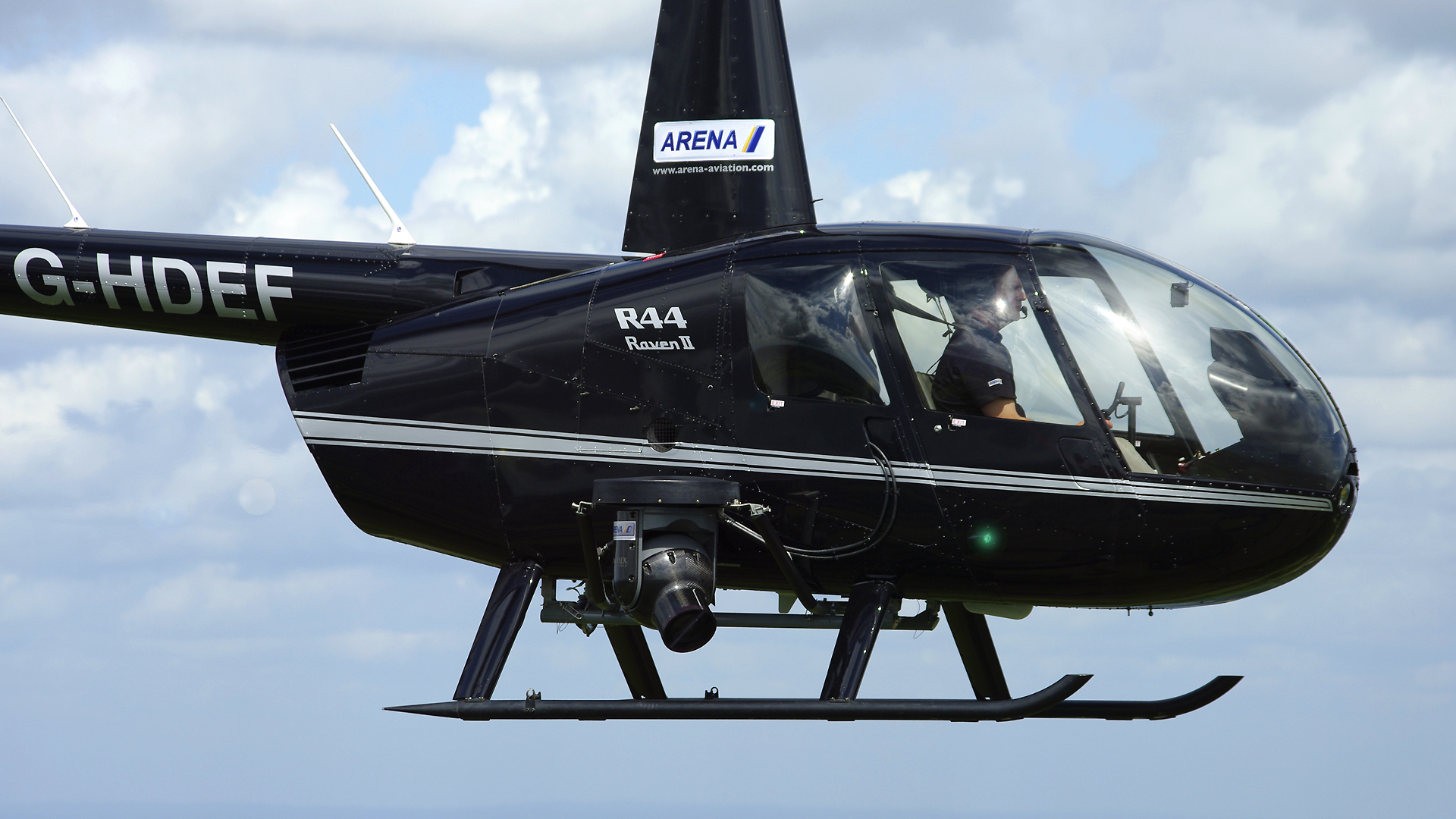
Robinson R44直升機

葉迪奇已婚，並育有兩名子女。他從飛行服務隊退役後仍然熱愛飛行，偶爾仍會到香港飛行總會駕駛Robinson R44直升機消遣。除了飛行外，他也是香港賽馬會的會員，曾與其他金融界人士合組賽馬團體參與賽馬競賽。
他在銀行業及輔助空軍中均有傑出的成就，因而在1984年獲選香港十大傑出青年，而同年得獎者則包括馮添枝、伍周美蓮、林孝信、劉秀成等人。因此，葉與龐愛蘭等多名傑出青年得獎者均保持深厚友誼。
他不但義務擔任皇家香港輔助空軍，亦在持續在香港童軍總會的活動中傳授軍事及航空技能，在1988年至2003年更曾擔任母校德信學校旅團的旅長。除了童軍運動外，他在香港航空青年團的發展上至關重大，曾擔任執行委員會主席及唯一一位榮譽總監，並獲授該團的空軍準將名銜及獲頒授香港青年團隊卓越獎章。因此，他因熱心青年服務而在2000年7月1日獲香港特別行政區政府頒授銅紫荊星章。

## 榮譽

### 勳銜
- 非官守太平紳士（J.P.）（1991年10月3日[1][3]）
- 銅紫荊星章（B.B.S.）（香港2000年度授勳及嘉獎名單；2000年7月1日[45]）

### 軍事嘉獎
- 空軍效率獎章（英语：Air Efficiency Award）（1975年[37]）
- 空軍效率獎章勳扣（A.E. & Clasp）（1982年[38]）
- 女皇空軍優良服務獎狀（英语：King's Commendation for Valuable Service in the Air）（1983年英女皇壽辰授勳名單；1983年6月11日[5]）
- 英帝國員佐勳章（軍事）（M.B.E. (Mil.)）（1991年英女皇壽辰授勳名單；1991年6月15日[6]）

### 其他
- 香港十大傑出青年（1984年[40]）
- 香港青年團隊卓越獎章（2002年[44]）